# Betje Boerhave
Elisabeth 'Betje' Boerhave-Cramer is een personage dat de hoofdrol speelt in de zevendelige dagboekreeks Het dagboek van Betje Boerhave. Ze is daarin een Utrechtse kruideniersvrouw in de 19e eeuw.
Utrecht maakte in 1974 kennis met de inhoud van het dagboek door de wekelijkse feuilleton 'Betje Boerhave's Winkelpraat' in het Utrechts Nieuwsblad. Tussen 26 februari 1974 en 29 november 1975 verschenen in totaal 92 afleveringen. Iedere aflevering werd ingeleid met: "Onder de vloer van het kruidenierswinkeltje Hoogt 6, is het dagboek gevonden van de kruideniersvrouw Betje Boerhave. Vandaag de (xxx-e) aflevering van haar dagelijkse notities over wat zich honderd jaar geleden in dezelfde periode afspeelde."
Kort daarna werd het in zeven deeltjes in boekvorm gepubliceerd door Jan Veenhoven, initiatiefnemer van het Museum voor het Kruideniers-bedrijf voorheen Betje Boerhavemuseum. Ook in deze deeltjes werd 'de vondst' als feit vermeld. Later zijn nog uitgegeven: Brieven van en aan Betje Boerhave (vijf boekjes) en Dirkje Boerenmeid (twee delen).
In september 2017 verscheen een artikel van publicist Jim Terlingen op de site Nieuws030 waarin hij aantoonde dat de Utrechtse kruideniersvrouw Betje Boerhave-Cramer nooit bestaan heeft. Veenhoven heeft het dagboek zelf geschreven en dus niet gevonden. Zijn grootmoeder, de in Veendam geboren Elisabeth Veenhoven-Boerhave (1840-1925), zou model hebben gestaan voor de door hem verzonnen hoofdpersoon. Voor het artikel verscheen werd al wel gehint op het fictieve karakter van het dagboek.